# Perrhybris pamela
Perrhybris pamela es una especie de mariposa, de la familia de las piérides, que fue descrita originalmente con el nombre de Papilio pamela, por Stoll, en 1780, a partir de ejemplares procedentes de Surinam.

## Distribución
Perrhybris pamela está distribuida entre las regiones Neotropical y Neártica y ha sido reportada en 13 países.

## Plantas hospederas
Las larvas de P. pamela se alimentan de plantas de la familia Brassicaceae. Entre las plantas hospederas reportadas se encuentran Capparis cynophallophora, Capparis pittieri y Capparis frondosa.